# Darevskia bendimahiensis
Espèce
Synonymes
- Lacerta bendimahiensis Schmidtler, Eiselt & Darevsky, 1994

Statut de conservation UICN

 EN B1ab(ii,iii) : En danger
Darevskia bendimahiensis est une espèce de sauriens de la famille des Lacertidae.

## Répartition
Cette espèce est endémique de l'Est de la Turquie. Elle se rencontre entre 1 800 m et 2 300 m d'altitude au Nord-Est du Lac de Van.

## Description
Cette espèce est parthénogénique. Elle résulte d'une hybridation entre Darevskia valentini et Darevskia raddei selon Schmidtler, Eiselt et Darevsky.
C'est un reptile terrestre qui vit dans les zones rocheuses ou faiblement herbeuses, en général à proximité de l'eau. L'espèce est composée uniquement de femelles parthénogéniques, et celles-ci pondent deux œufs à la fois.

## Étymologie
Son nom d'espèce, composé de bendimahi et du suffixe latin -ensis, « qui vit dans, qui habite », lui a été donné en référence au lieu de sa découverte, les chutes Bendimahi.

## Publication originale
- Schmidtler, Eiselt & Darevsky, 1994 : Untersuchungen an Feldeidechsen (Lacerte-saxicola-Gruppe) in der östlichen Türkei: 3. Zwei neue parthogenetische Arten. Salamandra, vol. 30, n. 1, p. 55-70 (texte intégral).